# Menhir da Bulhoa

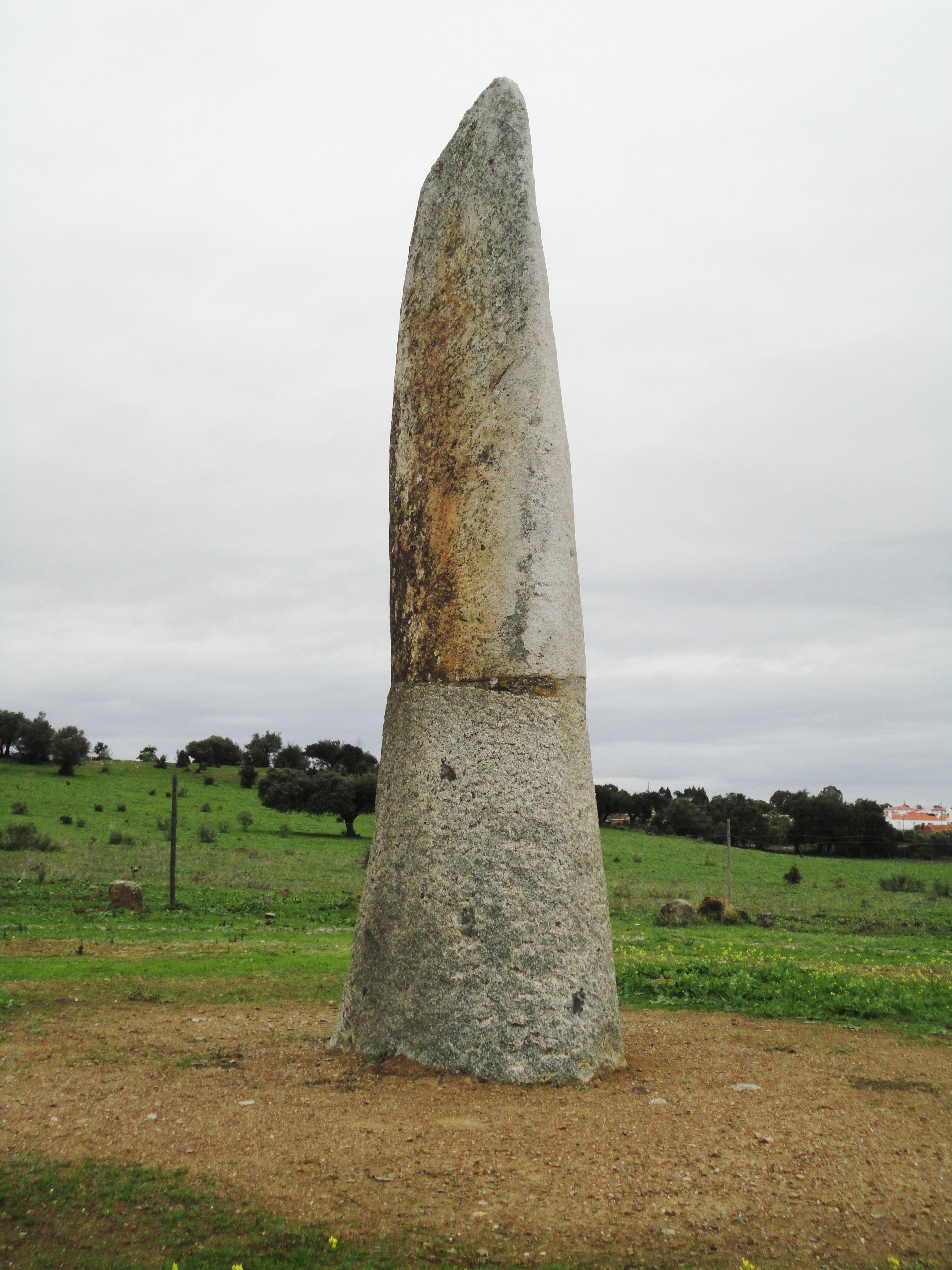
Menhir da Bulhoa

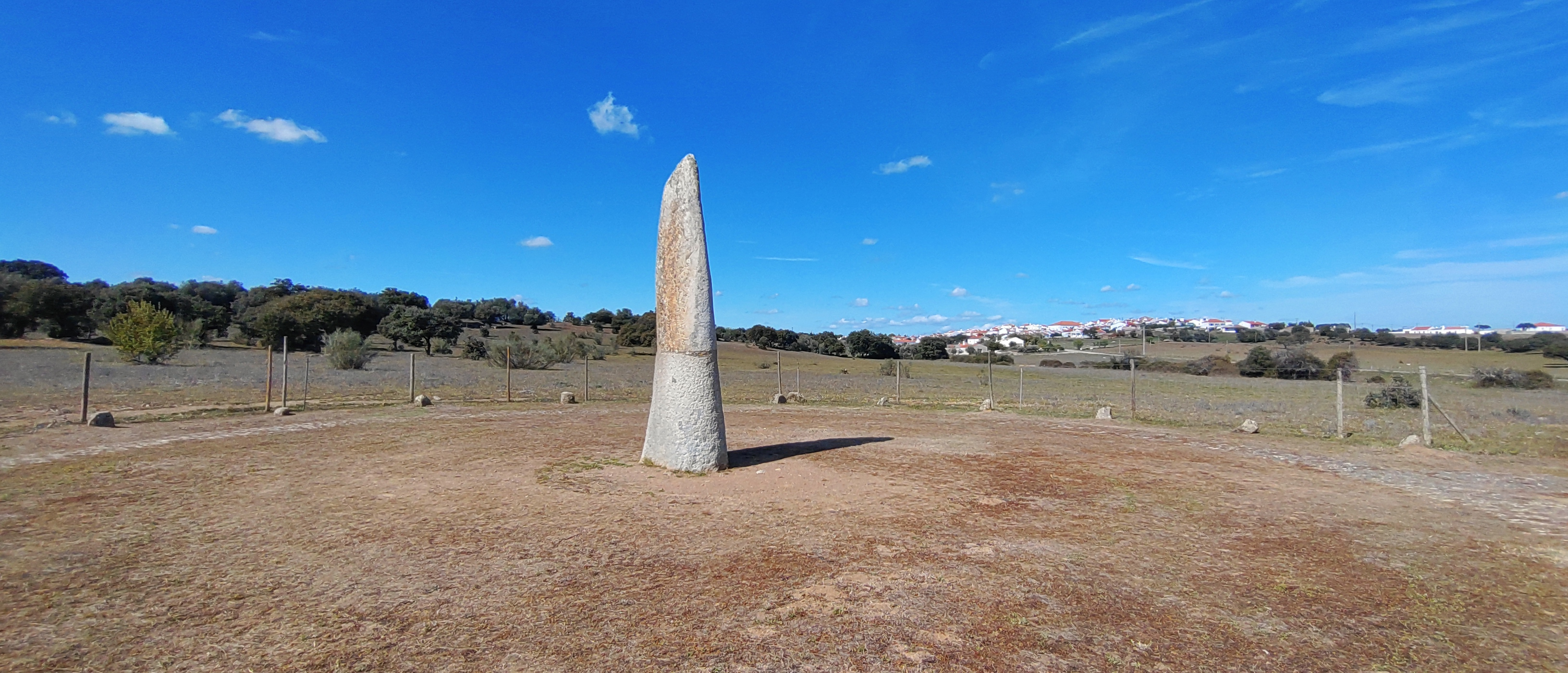
Menhir da Bulhoa im März 2022, Blickrichtung Nord.

Der Menhir da Bulhoa (auch Menir da Abelhoa) steht bei Reguengos de Monsaraz im Distrikt Évora im Alentejo in Portugal, westlich der Straße, die von Telheiro nach Aldeia do Outeiro führt, etwa einen Kilometer hinter Telheiro. 
Der Menhir wurde 1966 entdeckt, 1970 restauriert und wieder aufgerichtet. Nur der obere Teil ist original erhalten. Dieser weist auf beiden Seiten Verzierungen auf, die je nach Lichtstand gut, weniger gut oder gar nicht zu sehen sind. Es handelt sich um ein Sonnenmotiv, Wellen- und Zickzacklinien sowie einen Báculo. Der verzierte Menhir ist eine der ältesten erkannten Strukturen in der Region.
Die ältesten Menhire wurden in Portugal zwischen 5000 und 4000 v. Chr. aufgestellt. Das Alter dieses Menhirs ist unklar.
In der Nähe stehen/standen die Antas von Olival da Pêga, der Cromlech von Xerez und der Menhir do Outeiro.